# Värmbols Fotbollsclub
O Värmbols FC é um clube de futebol da Suécia fundado em 3 de dezembro de 1990. Sua sede fica localizada em Katrineholm.

## História
Em 1990 foi decidido que o Värmbols GoIF seria dividido em 3 clubes: FC Värmbols, DFK Värmbol (Värmbol Women's Football Club) and KVBK (Katrineholm Värmbol Bandyklubb). Värmbols Football Club foi fundado em 3 de Dezembro de  1990.
Desde sua fundação, o clube tem participado de divisões menores da liga sueca, incluindo a quinta divisão de 2000 a 2002.  
O clube é afiliado à Södermanlands Fotbollförbund.